# 61e régiment d'infanterie (France)
Le 61e régiment d'infanterie (61e RI) est un régiment d'infanterie de l'Armée de terre française créé sous la Révolution à partir du régiment de Vermandois, un régiment français d'Ancien Régime.

## Création et différentes dénominations
- 1669 : création du régiment de l'Amiral
- 1671 : prend le nom de Régiment de Vermandois
- 1791 : renommé 61e régiment d’infanterie
- 1793 : formation de la 61e demi-brigade de bataille à partir des unités suivantes :
  - 1er bataillon du 31e régiment d'infanterie
  - 1er bataillon de volontaires du Morbihan ;
  - 8e bataillon de volontaires de la Manche ;
- 1796 : formation de la 61e demi-brigade d’infanterie à partir des unités suivantes :
  - 24e demi-brigade de bataille (2e bataillon du 12e régiment d'infanterie, 3e bataillon de volontaires de la Somme, 10e bataillon de volontaires des réserves et bataillon de volontaires de réquisition de Saint-Omer) ;
  - 138e demi-brigade de bataille (2e bataillon du 74e régiment d’infanterie, 5e bataillon de volontaires des Vosges et 2e bataillon de volontaires de la Vienne)
- 1803 : renommé 61e régiment d’infanterie de ligne
- 1914 : à la mobilisation, met sur pied son régiment de réserve, le 261e régiment d’infanterie

## Colonels et chefs de brigade
- : Adolphe baum
- 1738 : Pierre François de Rougé, colonel
- 1763 : Anne-Joseph-Hippolyte de Maurès de Malartic, colonel
- 1791 : Jean-François-Beranger de Thezan, colonel
- 1792 : Jean-Joseph Christophe de Bazelaire, colonel
- 1792 : Claude-Louis de Chartongne, colonel (*)
- 1792 : Étienne Alcher, colonel
- 1794 : Louis Camus, chef-de-brigade (*)
- 1796 : Posser (?), chef-de-brigade
- 1797 : Barjonnet (?), chef-de-brigade
- 1797 : Conroux (?), chef-de-brigade
- 1800 : Jean-Marie-Pierre-François Lepaige Dorsenne, chef-de-brigade (puis colonel en 1803) (**)
- 1805 : Jean Nicolas (général de brigade), colonel (*)
- 1806 : Jean-Charles Faure, colonel
- 1807 : Charles Bouge, colonel
- 1813 : Antoine Pailhes, colonel
- 1813 : Jacques Ricard, colonel
- 1814 : Charles Bouge, colonel
- 1840 : colonel Josse
- 1840 : Joseph-Décius-Nicolas Mayran, chef de bataillon
- 1843 : colonel Herbillon
- 1874 - 1879 : Colonel Pittié
- ? - 21 décembre 1914 : colonel Michel Émile Leblanc[1]

Colonels tués ou blessés alors qu'ils commandaient le 61e régiment d'infanterie de ligne :
- 13 mars 1801 : chef-de-brigade Dorsenne, blessé
- 14 octobre 1806 : colonel Nicolas, blessé
- 8 février 1807 : colonel Faure, mort des suites de ses blessures
- 17 février 1814 : colonel Ricard, blessé

Officiers tués ou blessés alors qu'ils servaient au 61e RIL durant la période 1804-1815 :
- Officiers tués : 34
- Officiers morts des suites de leurs blessures : 19
- Officiers blessés : 142

### Ancien Régime

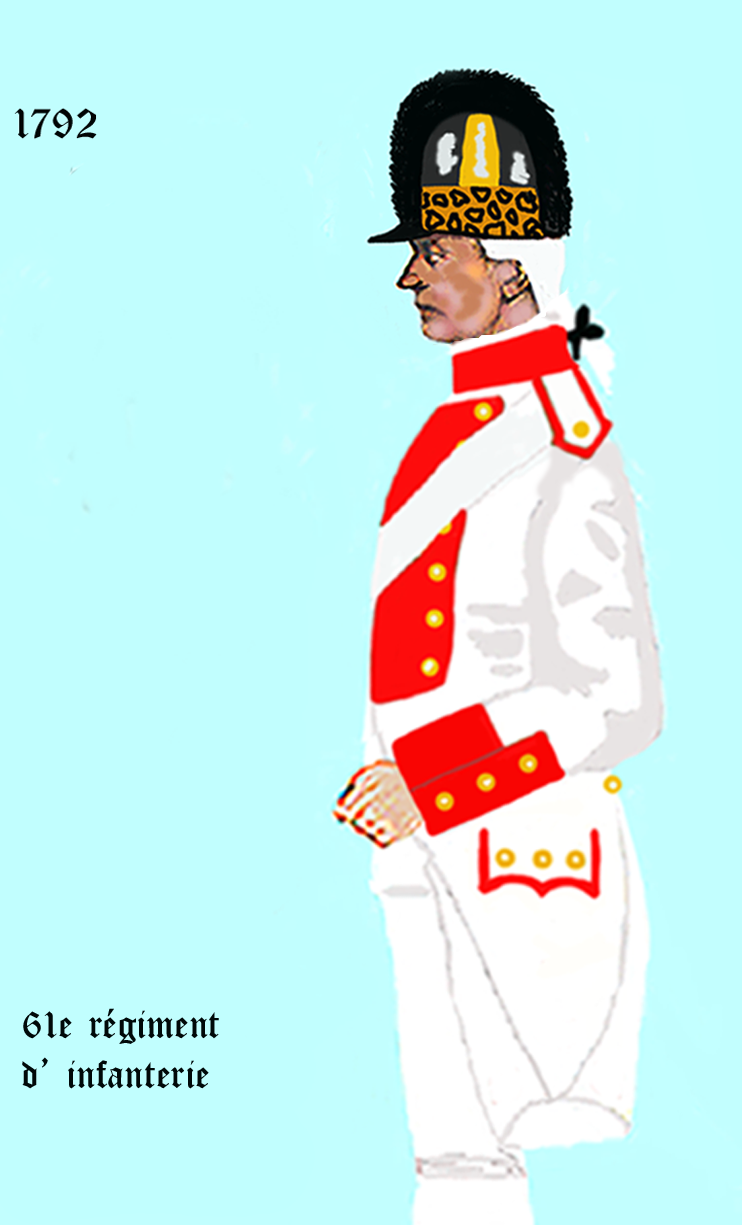
Uniforme du régiment par décret d'application de 15 janvier 1792

## Historique des garnisons, combats et batailles du61eRI

### Guerres de la Révolution et de l'Empire

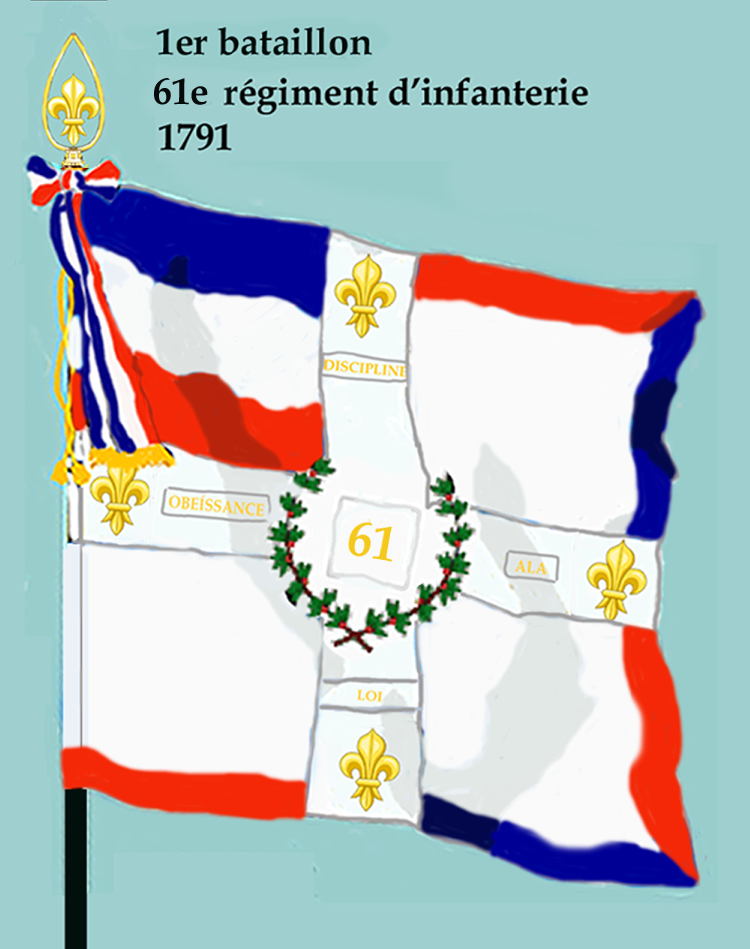
Drapeau du 1er bataillon du 61e régiment d'infanterie de ligne de 1791 à 1793
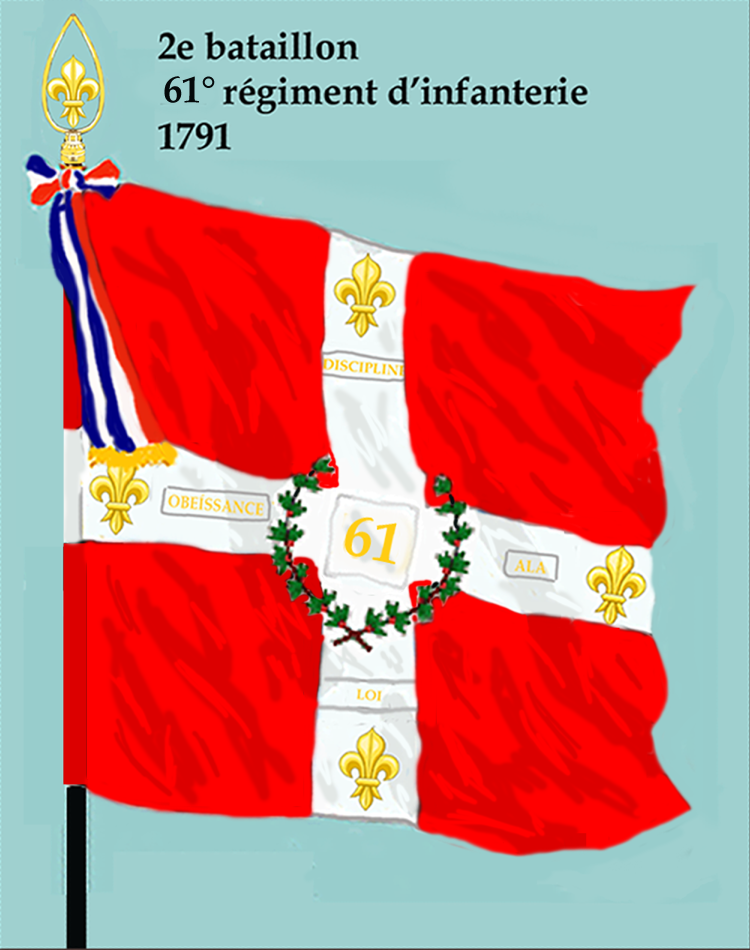
Drapeau du 2e bataillon du 61e régiment d'infanterie de ligne de 1791 à 1793

- 1792 :
  - Armée des Alpes
  - Armée d'Italie
- 1793 : Guerre du Roussillon
  - Bataille de Peyrestortes
  - Combat de Sospello,
  - Font de Loda,
  - Belvedère,
  - Formail
- 1794 :
  - Saint-Florent
- 1796 :
  - Forschwind
  - Poppberg
- 1797 : 1re Campagne d'Italie
  - Combat de Valvasone
  - Bataille du Tagliamento
- 1798 : Armée d'Orient Campagne d'Égypte
  - Bataille de Chebreiss
  - Bataille des Pyramides
  - Sediman
  - Samahoud
- 1799 : Campagne d'Égypte
  - Bataille d'Aboukir
- 1800 : Campagne d'Égypte
  - Bataille d'Héliopolis,
  - Le Caire,
  - Nicopolis,
- 1801 : Campagne d'Égypte
  - Bataille de Canope
- 1805 :
  - Dachau
  - Muhldorf
  - Lambach
  - 2 décembre : Bataille d'Austerlitz
- 1806 :
  - Bataille d'Auerstaedt
- 1807 :
  - 8 février : Bataille d'Eylau
  - Ostrelenka
  - Guttstadt
- 1809 :
  - Ratisbonne,
  - Abensberg,
  - Landshut,
  - Bataille d'Essling
  - Bataille de Wagram
- 1812 :
  - Mohilew,
  - Viasma,
  - Bataille de La Moskowa
- 1813 :
  - Hambourg
- 1814 :
  - Willemsbourg
- 1815 :
  - Bataille de Ligny
  - Bataille de Waterloo
  - Bataille d'Aizenay,

### 1816 à 1852
- 1837 à 1846 : Conquête de l'Algérie par la France

### Première Guerre mondiale
Casernement Aix-en-Provence, Privas; 60e Brigade d'Infanterie ; 30e division d'infanterie ; 15e Corps d'Armée.
- 1914

- Août : dès le 14 août, le régiment se cantonne à Serres (Lorraine) et est engagé le 16. Le 261e de réserve est activé. Le 20 août, à Dieuze (Moselle), le 61e perd un millier d'hommes. Il gagne la Mortagne, près Lunéville. 

- Septembre : Sermaize (Champagne) puis l'Argonne (nord-ouest de Verdun).

- Décembre, relevé par le 58e régiment d'infanterie.
- 1915

- Marne : Ville-sur-Tourbe, Reims.
- 1916

- Juin à août : Verdun (Côte du poivre)
- 1917

- Le 61e s'embarque pour Salonique (Grèce).
- 1918

- Septembre : combats contre les Bulgares et les Turcs.

## Drapeau
Il porte, cousues en lettres d'or dans ses plis, les inscriptions suivantes, :
- Héliopolis 1800
- Wagram 1809
- Sébastopol  1854-55
- Solférino 1859
- La Mortagne 1914
- Verdun 1916
- AFN 1952-1962

## Décorations
Pas de citations du régiment mais des citations par compagnies puis sections.

## Personnages célèbres ayant servi au61eRI
- Albert Cambriels (1816-1891) alors lieutenant-colonel

## Le61eRIdans les jeux vidéo
Au mois d'août 2012, plusieurs joueurs décident de recréer le 61e régiment d’infanterie de ligne sur l'extension Napoleonic Wars du jeu en ligne Mount and Blade: Warband. Ce jeu-vidéo prend place pendant la période historique du Premier Empire, ou plusieurs groupes de joueurs formés en « régiments » (aussi appelés « guildes » sur d'autres jeux) s'affrontent en appliquant les formations de l'époque.

### Sources et bibliographie
- À partir du Recueil d'Historiques de l'Infanterie Française (Général Andolenko - Eurimprim 1969).
- Historique sommaire du 61e regt d'infanterie (août 1914-décembre 1918), Paris, H. Charles-Lavauzelle, 1920, 7 p., lire en ligne sur Gallica.